# Aeropuerto Internacional General Enrique Mosconi

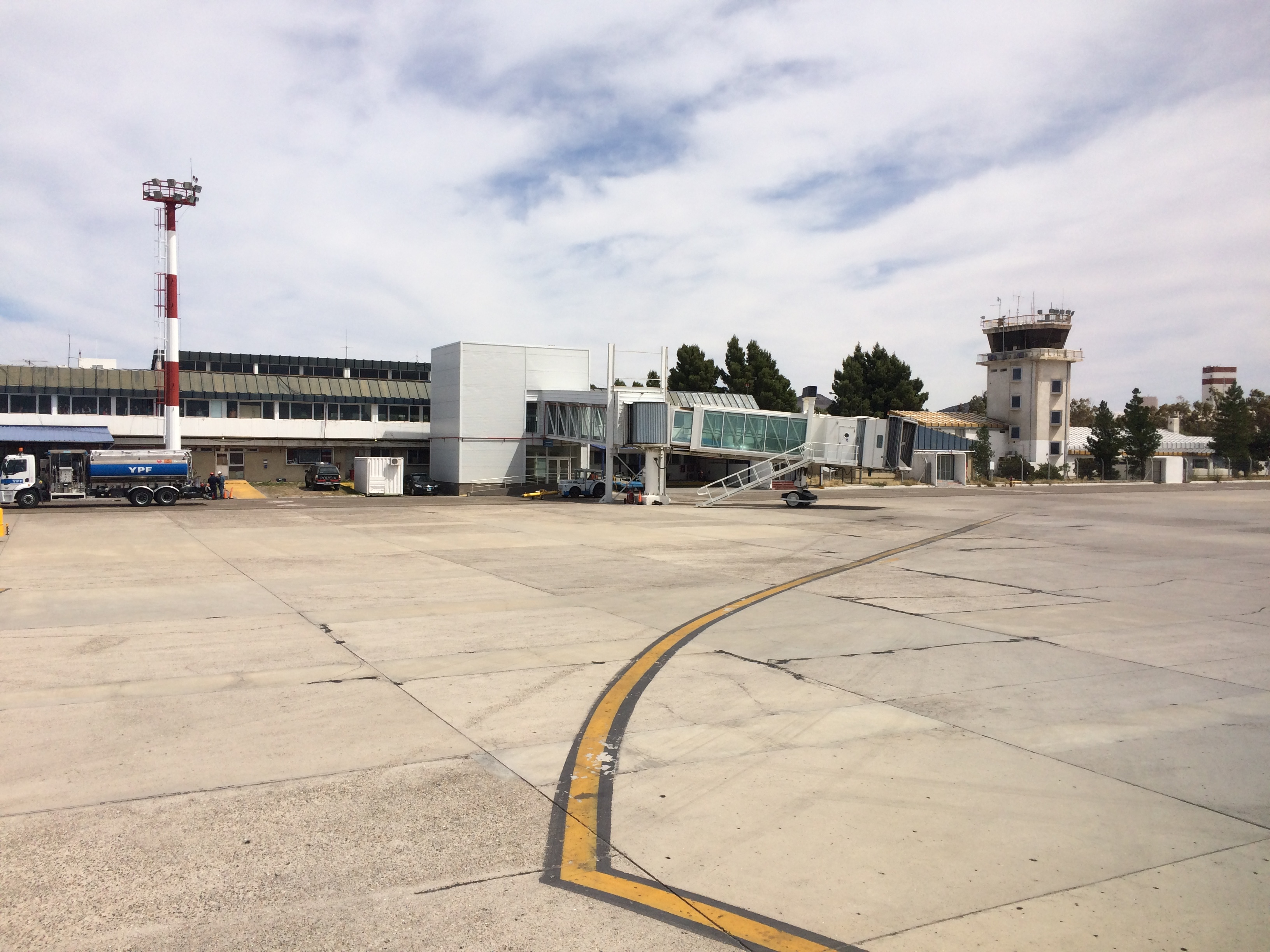
Vista del aeropuerto arribando a plataforma.

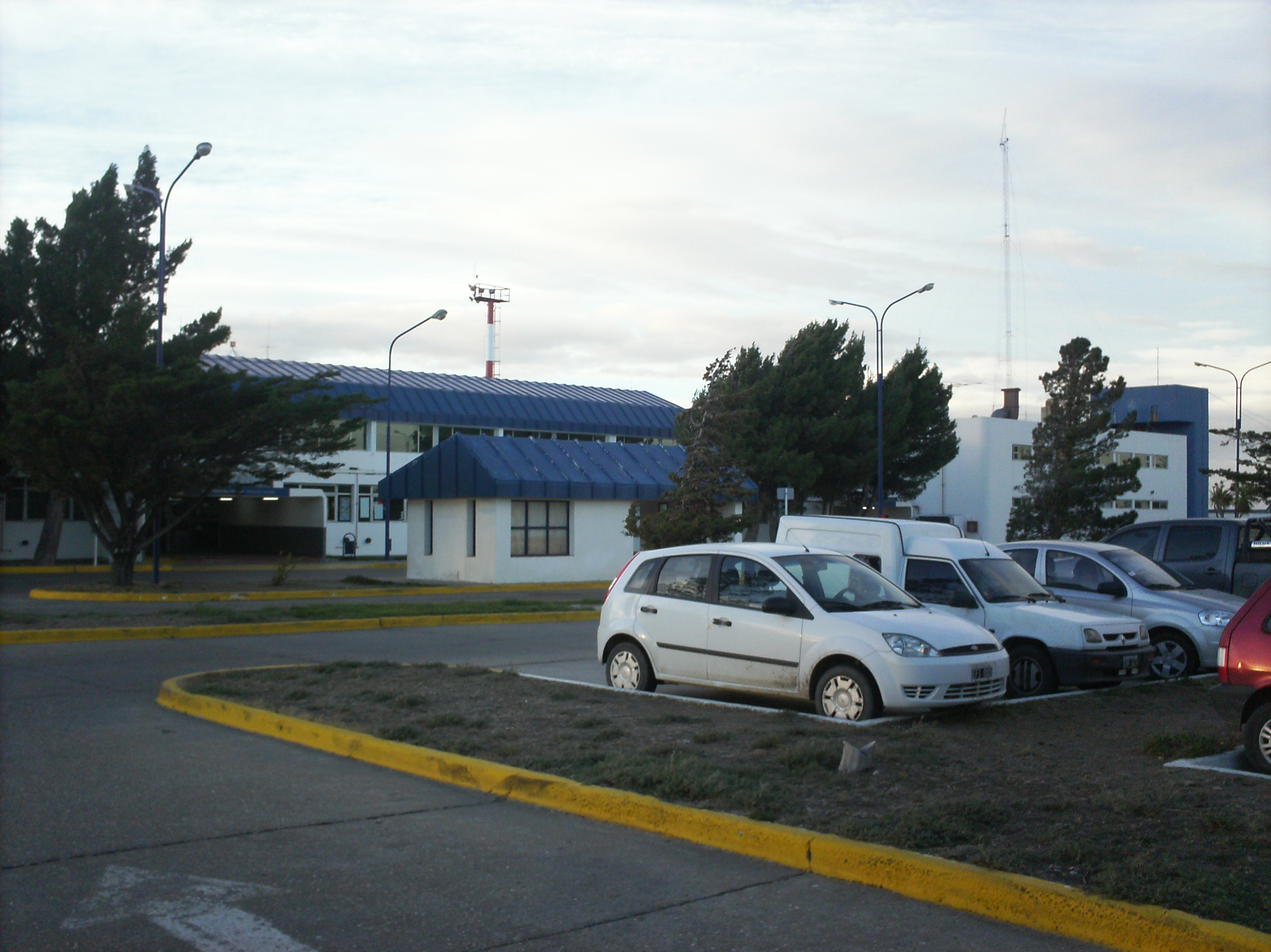
Vista desde estacionamiento del aeropuerto del edificio anterior que perduro hasta 2019.

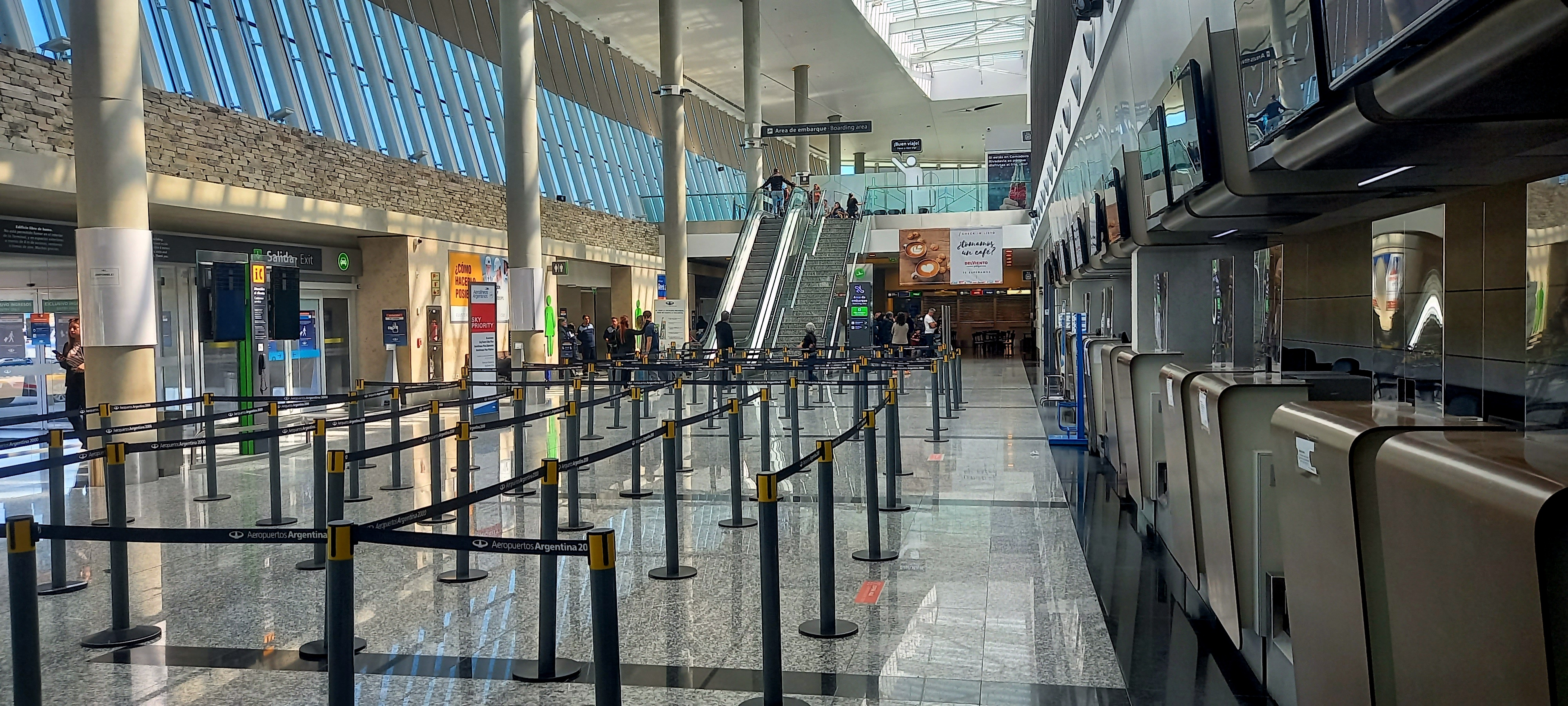
Interior renovado del aeropuerto en el año 2022.

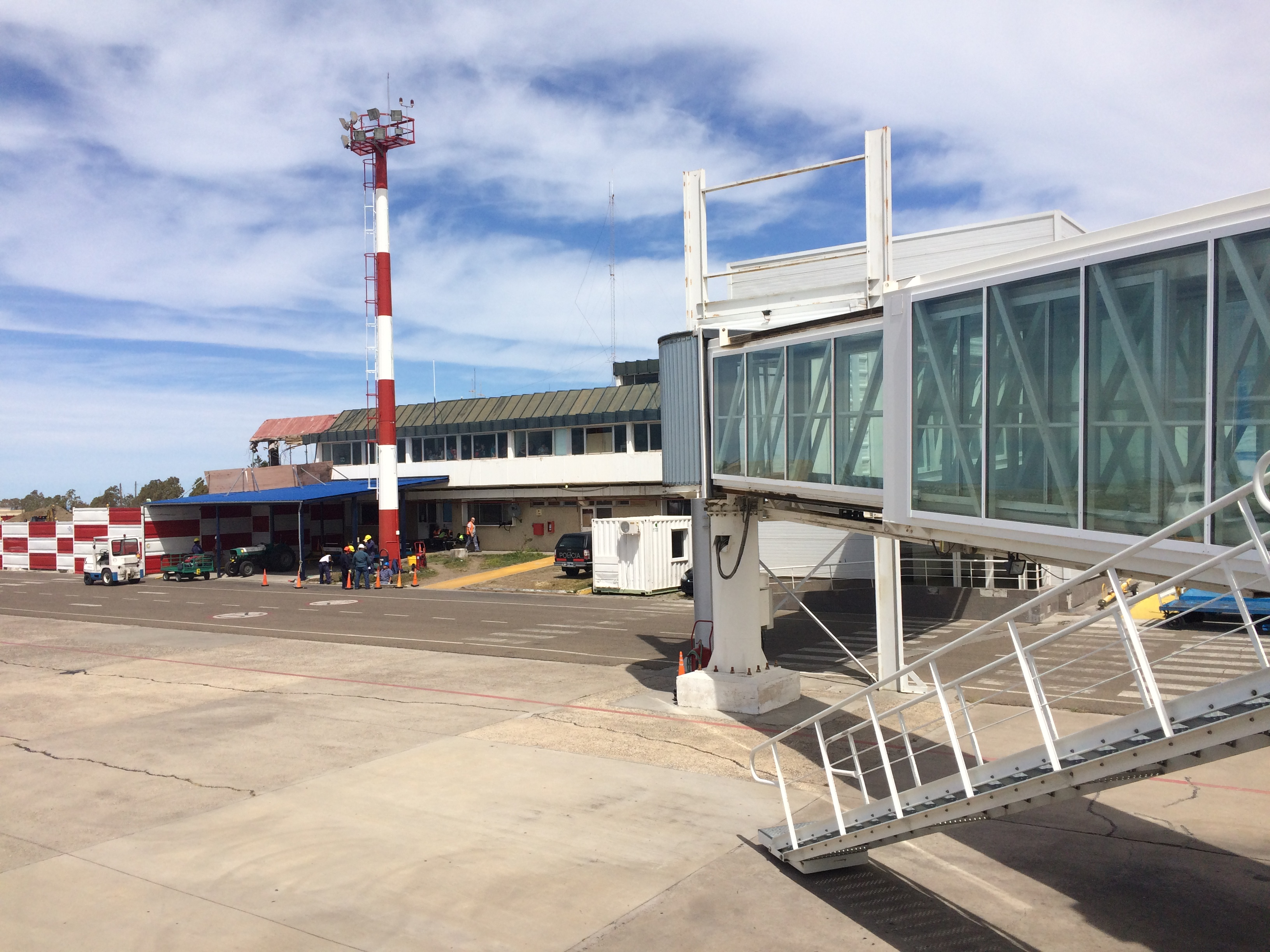
Vista desde la manga de las anteriores instalaciones.

El Aeropuerto Internacional General Enrique Mosconi (FAA: CRV - IATA: CRD - OACI: SAVC), es un aeropuerto que se encuentra ubicado en el Barrio Militar-Aeropuerto unos 11 km hacia el norte del centro de Comodoro Rivadavia, en la provincia del Chubut. Por su gran movimiento es considerado un aeropuerto nudo en la región patagónica, estando entre los más activos. El aeropuerto actúa como Centro de Control de Área (ACC) prestando servicio de control de tránsito para la región aérea sur (RASU) que tiene centro en Comodoro Rivadavia y que cubre desde el sur de Viedma y Bariloche, incluyendo la Antártida.
Es el principal Hub (o centro de conexión) de la aerolínea LADE. Además, aquí se encuentra la IX Brigada Aérea.
En el año 2022 el aeropuerto recibió 463.224 pasajeros anuales y tuvo 6.192 movimientos de aeronaves. Esto generó el impacto socioeconómico y territorial positivo del aeropuerto en su área de influencia fue de $15.107.518.707 millones de pesos beneficiando a 379.268 argentinos.

## Toponimia
Debe su nombre a Enrique Mosconi, quien fue un militar e ingeniero civil argentino, conocido principalmente por haber sido pionero en la organización de la exploración y explotación de petróleo en Argentina, como así también, ideólogo y primer presidente de la empresa estatal Yacimientos Petrolíferos Fiscales.

## Accesos
Camino Vecinal Dr. Mariano González (Camino del Aeropuerto) "km 9" (U9000) y sus coordenadas son latitud 45°47′24″ S y longitud 67°28′8″ O. Hasta 1978, se encontraba activa la Parada Aeródromo del Ferrocarril de Comodoro Rivadavia. El aeropuerto cuenta con 560 posiciones de estacionamiento descubierto, la distancia al centro de la ciudad es de 11 km.

## Infraestructura
El área total del predio es de 810 ha aproximadamente, de las cuales 251 pertenecen a la concesión. Su categoría OACI es 4D. Posee 8.400 metros cuadrados, 514m2 de edificios anexos con pórtico de acceso, puesto fijo, 3 cintas de equipajes, 12 mostradores de check-in, 2 mangas, 560 cocheras de estacionamiento vehicular, sectores de preembarque internacional y de cabotaje que operarán simultáneamente, área de servicios y subsuelo de núcleos técnicos. Es el primer aeropuerto de Argentina en ser certificado por la organización LEED (Leadership in Energy and Environmental Design) que garantizará procesos de construcción sustentables y de alta performance.
- Horario de Operación: 24h Aeropuerto Internacional
- Pistas: 137 500 m²
  - Pista 1: 07/25 2810 x 50m. Hormigón
- Calles de rodaje: 103 875 m²
- Plataformas: 31 500 m²
- Aeroestación de pasajeros: 8400 m² (organizado en dos niveles)
- Estacionamiento vehicular: 560 vehículos
- Hangares: 1050 m²

## Historia
Se puede establecer como fecha de nacimiento del Aeropuerto Internacional General Enrique Mosconi el 31 de octubre de 1929, al día siguiente, la empresa Aeroposta Argentina S.A. inauguró sus vuelos regulares en esta ciudad. La inauguración de los servicios se dio con un vuelo inicial entre Bahía Blanca y Comodoro Rivadavia. Los primeros vuelos se producen con los aviones Late 25. Estos eran aparatos forrados en tela. Poseían monomotores de escasa potencia con capacidad para cuatro pasajeros. El ingeniero e inspector de minas Armando Ulled se convirtió en el primer pasajero de un vuelo comercial en la Argentina, al viajar desde Comodoro Rivadavia hacia Trelew en el frágil aeroplano. El piloto fue Saint Exupéry.
La empresa francesa Compagnie Generale Aeropostale que, poco tiempo atrás, había también inaugurado el tramo Buenos Aires-Asunción del Paraguay, fue la responsable técnica de estos primeros vuelos. Antoine de Saint Exupéry, célebre autor francés de “El Principito” fue uno de sus pilotos durante algún tiempo. Además. Próspero Palazzo y otros hombres dan a la línea un plantel de pilotos excepcionales, quienes hacen famosa la línea aérea más austral del mundo.
En 1930, los servicios son ampliados hasta Río Gallegos, con escalas en Puerto Deseado, San Julián y Santa Cruz. Se logró reducir a unas cuantas horas de vuelo los viajes que en los vapores tardan diez días. No obstante, pese al gran avance de los pobladores patagónicos, el margen de déficit hizo que en marzo de 1931, la compañía francesa quiera abandonarlo. Para evitar el abandono de la línea  el director de Aeronáutica Civil de la Nación, Mundin Schaffer, se hizo cargo de la compañía durante diez meses. En ese lapso, rediseña una forma de evitar que el servicio deje de prestarse. Para asegurar su continuidad, otorga una subvención fija mensual a la empresa francesa.
Como resultado de las gestiones de Schaffer, las empresas petroleras de Comodoro Rivadavia, con Y.P.F. a la cabeza, se comprometen a entregar a la Aeroposta sin cargo alguno, la provisión de toda la nafta que necesitaba el funcionamiento de los aviones de la línea. Esto se mantendrá aún cuando la empresa se transforme en Aerolíneas Argentinas y será el acuerdo a partir del cual la petrolera acceda a pasajes que luego repartirá entre su personal.
En 1935, se señala la necesidad de modernizar la flota, para dotarla no sólo de mayor capacidad, sino también de seguridad. Gracias a estas gestiones se adquieren dos Late-28 a la compañía Air France.  También monomotores, de ocho plazas y de segunda mano, pero aun así constituyeron un adelanto.
Un año después, la empresa se enfrenta a una crisis de la que se sale con la conformación de una sociedad anónima compuesta de capitales nacionales. El 1 de febrero de 1937 entra en vigor el convenio con el Estado. En octubre de ese año, se incorporan al servicio los modernos Junkers-52 de 17 asientos, manejados por primera vez en forma científica con piloto, radiotelegrafista y mecánicos navegantes, previamente instruidos y entrenados por instructores de la fábrica proveedora de aviones.
Recién en el año 1945, con la creación de la Fuerza Aérea Argentina, se completaron todas las actividades tendientes a hacer del vuelo comercial una actividad segura y redituable. 
En 1949, desaparece la Sociedad Mixta Aeroposta Argentina, al hacerse cargo de ella el Ministerio de Transportes de la Nación.  Siendo Aerolíneas Argentinas quien vuele la línea.
En 1951 en el marco del segundo plan quinquenal comenzaron las obras para ampliar hasta entonces el pequeño aeropuerto que contaba con una sola pista rudimentaria en fuerte estado de deterioro para convertirlo en un aeropuerto internacional, ese mismo año se unifica las reglamentaciones de los aeropuertos nacionales, poniéndolas a tono con el resto del mundo.
En mayo de 1952, se lo declaró Aeropuerto Internacional, habilitación que comprende la atención de pasajeros y correo. Entre 1972 y 1982, partieron desde el aeropuerto varios vuelos hacia las islas Malvinas, muchos de la aerolínea LADE que operaba la ruta Comodoro Rivadavia - Puerto Argentino.
Durante el año 1985 se construye una nueva calle colectora en las cabeceras- (al término la misma fue provisoriamente utilizada como pista de despegue y aterrizaje mientras se procedía al alargue y ensanche de la pista 07/25), una calle de rodaje hacia la plataforma ubicada al este de la calle original y la ampliación de la plataforma de aparcamiento de las aeronaves, lo que técnicamente estaría en condiciones para recibir aviones de gran porte (tal como el Antonov An-124, que ya visitó en 2 oportunidades dichas instalaciones). Durante el año 2001 (año del centenario de la ciudad) se hicieron otras obras.
Hasta la década de 1990 el aeropuerto disfrutó de una conexión internacional, por medio de LAN, con Puerto Montt, que luego se enlazaba con Santiago. La misma disponía de  frecuencias semanales. Los últimos años en los que se brindaron conexiones con un destino internacional como Chile fue en 1996 y 1997. Esta fue posible mediante un vuelo regular entre Comodoro Rivadavia y Balmaceda ofrecido por una empresa regional. 
En 2014 el gobierno nacional realizó obras para ampliar y modernizar el aeropuerto entre la plataforma, playa de estacionamiento y el incremento de 200 dársenas se cubrira una superficie de aproximadamente 51 mil m², de los cuales 6.000 m², serán cubiertos. El nuevo edificio demandó una inversión de 140 millones de pesos mientras que se agregarán 60 millones adicionales para renovar la pista, con nueva cobertura asfáltica, radioayudas y luces inaugurado por Rafael Bielsa durante su visita a la ciudad definiendo como “innovador” al proyecto de AA 2.000.
La modernización incluyó una zona estéril para vuelos internacionales, dos salas de embarque conectadas y debidamente aisladas y con servicios, una de cabotaje con 158 sillas y otra internacional con capacidad para 114 pasajeros más una oficina de Aduana. El 8 de septiembre de 2015 se licitó la construcción de la nueva terminal aérea de Comodoro Rivadavia. El nuevo edificio contará con 6.000 metros cuadrados, 3 cintas de equipajes, 12 mostradores de check-in, 2 mangas, sectores de preembarque internacional y de cabotaje que operarán simultáneamente, área de servicios y subsuelo de núcleos técnicos.
El 2 de mayo de 2019, se inauguró la construcción de la nueva terminal aérea de Comodoro Rivadavia. La nueva terminal tiene certificación mundial LEED, que establece normas específicas de construcción que priorizan la utilización de materiales de la zona, el uso responsable de la energía y de los recursos naturales. Utiliza un 25% menos de energía que un aeropuerto tradicional
En ese año se volvió el único aeropuerto del país en contar con dicha certificación.
Para agosto de 2022 se supo que el gobierno provincial, junto a los representantes diplomáticos de Chiles buscan relanzar la conexión internacional. El objetivo es que DAP brinde un servicio regular entre el aeropuerto internacional de Comodoro Rivadavia y el aeropuerto internacional de Balmaceda, cabecera aérea de la región de Aysén, ubicada a 56 kilómetros de Coyhaique y a 95,5 kilómetros de Puerto Aysén.

## Tráfico y estadísticas
El área de influencia del aeropuerto alcanza 316.792 habitantes, comprendiendo los departamentos de Escalante, Sarmiento y Río Senguer en Chubut más Lago Buenos Aires y Deseado en la provincia de Santa Cruz.
En la tabla siguiente se detalla el número de pasajeros, cargo y operaciones aéreas en el Aeropuerto General Enrique Mosconi, según datos del Organismo Regulador del Sistema Nacional de Aeropuertos.
| Tráfico de Comodoro Rivadavia | Tráfico de Comodoro Rivadavia | Tráfico de Comodoro Rivadavia | Tráfico de Comodoro Rivadavia |            |
| --- | ----------------------------- | ----------------------------- | ----------------------------- | ---------- |
| \| \| Pasajeros \| Cambio sobre año anterior \| Operaciones aéreas \| Cargo (TM) \| \| ----------------- \| --------- \| ------------------------- \| ------------------ \| ---------- \| \| 2001 \| 300.237 \| N/D \| 11.050 \| 1.495 \| \| 2002 \| 317.761 \| 5.83% \| 9.020 \| 1.080 \| \| 2003 \| 278.921 \| 12.22% \| 7.728 \| 1.097 \| \| 2004 \| 290.159 \| 4.02% \| 9.241 \| 1.070 \| \| 2005 \| 271.304 \| 6.49% \| 8.331 \| 1.128 \| \| 2006 \| 274.579 \| 1.20% \| 7.981 \| 1.361 \| \| 2007 \| 257.955 \| 6.05% \| 8.621 \| 1.080 \| \| 2008 \| 235.292 \| 8.78% \| 8.552 \| 1.849 \| \| 2009 \| 338.468 \| 43.85% \| 9.704 \| 868 \| \| 2010 \| 389.595 \| 15.10% \| 9.779 \| 1.203 \| \| 2011 \| 295.921 \| 24.04% \| 8.241 \| 663 \| \| 2012 \| 405.178 \| 36.92% \| 9.878 \| 748 \| \| 2013 \| 474.225 \| 17.04% \| 11.283 \| 2.157 \| \| 2014 \| 517.981 \| 9.22% \| 10.366 \| 51 \| \| 2015 \| 577.480 \| 11.48% \| 9.155 \| 626 \| \| 2016 \| 574.811 \| 0.5% \| 9.007 \| 897 \| \| 2017 \| 628.052 \| 8.47% \| 10.319 \| 694 \| \| 2018 \| 674.199 \| 7.34% \| 8.488 \| N/D \| \| 2019 \| 642.998 \| -5% \| 8.043 \| N/D \| \| Fuente: ORSNA[17] \| \| \| \| \| |                               |                               |                               |            |
| | Pasajeros                     | Cambio sobre año anterior     | Operaciones aéreas            | Cargo (TM) |
| 2001 | 300.237                       | N/D                           | 11.050                        | 1.495      |
| 2002 | 317.761                       | 5.83%                         | 9.020                         | 1.080      |
| 2003 | 278.921                       | 12.22%                        | 7.728                         | 1.097      |
| 2004 | 290.159                       | 4.02%                         | 9.241                         | 1.070      |
| 2005 | 271.304                       | 6.49%                         | 8.331                         | 1.128      |
| 2006 | 274.579                       | 1.20%                         | 7.981                         | 1.361      |
| 2007 | 257.955                       | 6.05%                         | 8.621                         | 1.080      |
| 2008 | 235.292                       | 8.78%                         | 8.552                         | 1.849      |
| 2009 | 338.468                       | 43.85%                        | 9.704                         | 868        |
| 2010 | 389.595                       | 15.10%                        | 9.779                         | 1.203      |
| 2011 | 295.921                       | 24.04%                        | 8.241                         | 663        |
| 2012 | 405.178                       | 36.92%                        | 9.878                         | 748        |
| 2013 | 474.225                       | 17.04%                        | 11.283                        | 2.157      |
| 2014 | 517.981                       | 9.22%                         | 10.366                        | 51         |
| 2015 | 577.480                       | 11.48%                        | 9.155                         | 626        |
| 2016 | 574.811                       | 0.5%                          | 9.007                         | 897        |
| 2017 | 628.052                       | 8.47%                         | 10.319                        | 694        |
| 2018 | 674.199                       | 7.34%                         | 8.488                         | N/D        |
| 2019 | 642.998                       | -5%                           | 8.043                         | N/D        |
| Fuente: ORSNA |                               |                               |                               |            |

| Ranking | Ciudad                               | Pasajeros (2017) | Pasajeros (2018) | Pasajeros (2019) | Variación | Aerolíneas |
| ------- | ------------------------------------ | ---------------- | ---------------- | ---------------- | --------- | --- |
| 1       | Buenos Aires (Aeroparque), Argentina | 454.895          | 489.776          | 465.523          | -4,95     | Aerolíneas Argentinas, Andes Líneas Aéreas, Austral Líneas Aéreas, LATAM Argentina (Cesó operación en junio de 2020) |
| 2       | Córdoba, Argentina                   | 49.851           | 75.358           | 67.190           | -10,84    | Aerolíneas Argentinas, Austral Líneas Aéreas                                                                         |
| 3       | Neuquén, Argentina                   | 53.434           | 47.018           | 47.440           | +0,90     | Aerolíneas Argentinas, Austral Líneas Aéreas                                                                         |
| 4       | Mendoza, Argentina                   | N/D              | 21.324           | 32.355           | +51,73    | Austral Líneas Aéreas                                                                                                |
| 5       | Trelew, Argentina                    | 10.899           | 15.092           | 10.499           | -30,43    | Austral Líneas Aéreas                                                                                                |
| 6       | Río Gallegos, Argentina              | 3.627            | 2.820            | 4.163            | +48       | LADE |
| 7       | Río Mayo, Argentina                  | N/D              | 291              | 329              | +19       | LADE |
| 8       | Perito Moreno, Argentina             | 212              | N/D              | 211              | +Nuevo    | LADE |

### Cuota de mercado
| Ranking | Aerolíneas            | Pasajeros | Cuota  |
| ------- | --------------------- | --------- | ------ |
| 1       | Aerolíneas Argentinas | 538.688   | 83,50% |
| 2       | LATAM Argentina       | 64.642    | 10,00% |
| 3       | Andes Líneas Aéreas   | 30.311    | 4,70%  |
| 4       | LADE                  | 5.427     | 0,80%  |

## Aerolíneas y destinos

### Vuelos nacionales

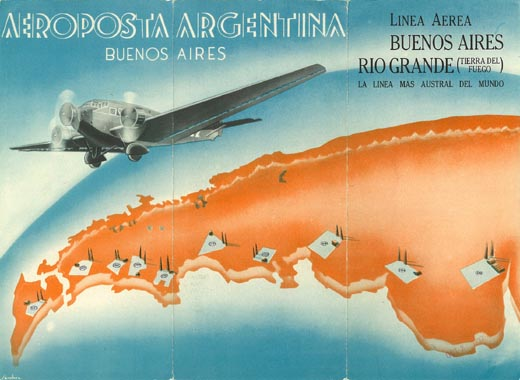
Cartel de la Aeroposta con la línea Buenos Aires - Río Grande

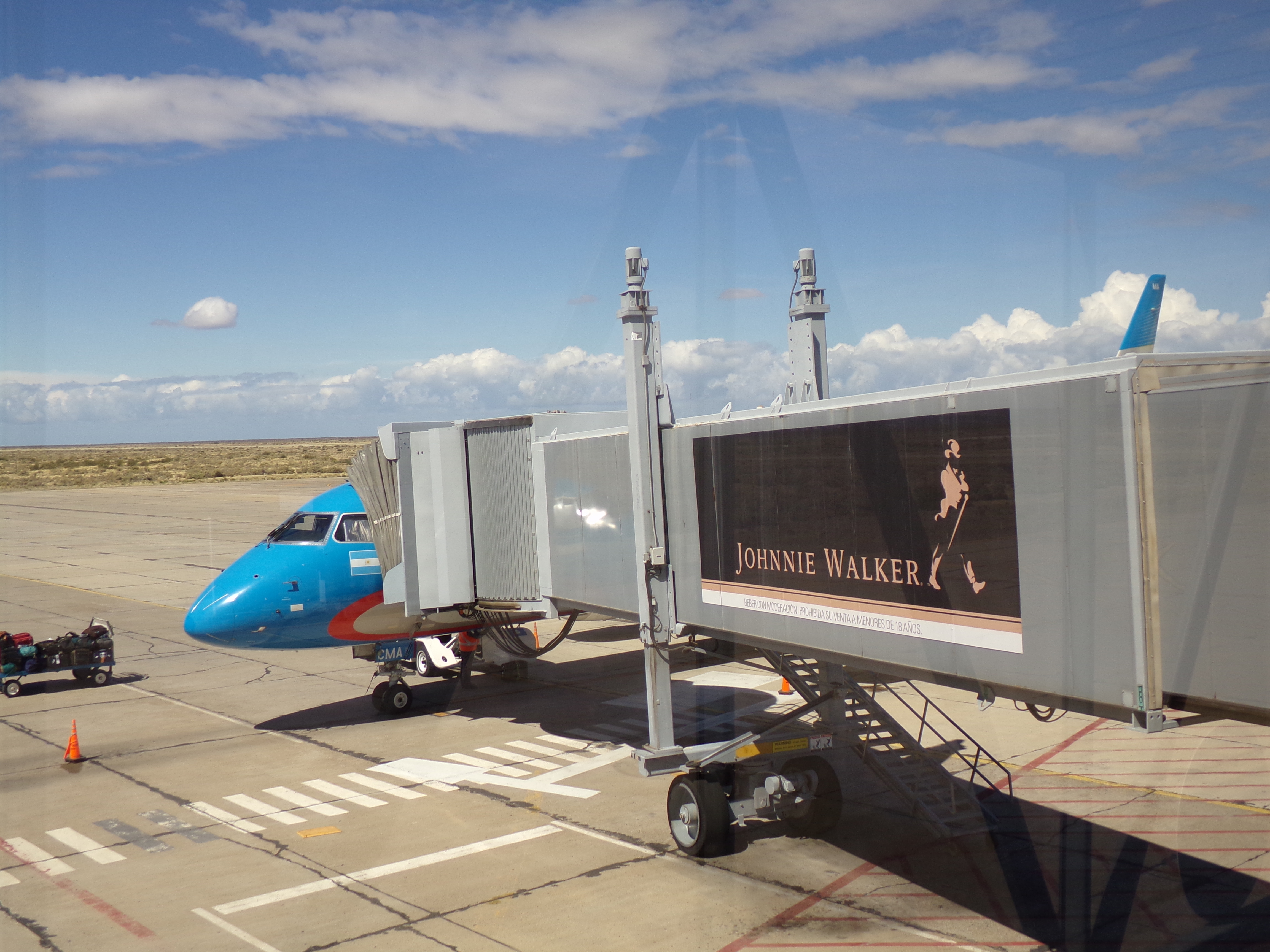
Avión de Austral Líneas Aéreas en el aeropuerto, conectado a la manga.

| Destinos regulares | Nombre del aeropuerto                                   | Aerolíneas                                                             | Avión                             | Frecuencias semanales |
| ------------------ | ------------------------------------------------------- | ---------------------------------------------------------------------- | --------------------------------- | --------------------- |
| Argentina          |                                                         |                                                                        |                                   |                       |
| Bahía Blanca       | Aeropuerto Comandante Espora                            | LADE                                                                   | SAAB 340B                         | 2                     |
| Buenos Aires       | Aeroparque Jorge Newbery                                | Aerolíneas Argentinas Flybondi JetSMART Argentina LADE (Vía BHI y MDQ) | B737, B738, B38M, E190, SAAB 340B | 49                    |
| Buenos Aires       | Aeropuerto Internacional Ministro Pistarini             | Aerolíneas Argentinas Flybondi                                         | E190                              | 8                     |
| Córdoba            | Aeropuerto Internacional Ingeniero Ambrosio Taravella   | Aerolíneas Argentinas                                                  | B737                              | 7                     |
| El Calafate        | Aeropuerto Internacional de El Calafate                 | LADE (Vía PMQ)                                                         | SAAB 340B                         | 3                     |
| Mar del Plata      | Aeropuerto Internacional Astor Piazzolla                | LADE (Vía BHI)                                                         | SAAB 340B                         | 2                     |
| Mendoza            | Aeropuerto Internacional Gobernador Francisco Gabrielli | Aerolíneas Argentinas (Vía NQN)                                        | E190AR                            | 7                     |
| Neuquén            | Aeropuerto Internacional Presidente Perón               | Aerolíneas Argentinas                                                  | E190                              | 7                     |
| Perito Moreno      | Aeropuerto Jalil Hamer                                  | LADE                                                                   | E190                              | 3                     |
| Río Grande         | Aeropuerto Internacional de Río Grande                  | LADE (Vía PMQ y FTE)                                                   | SAAB 340B                         | 3                     |

### Aerolíneas y destinos que cesaron sus operaciones
- Aerolíneas Argentinas (Río Gallegos, Ushuaia)
- Andes Líneas Aéreas (Aeroparque)
- Austral Líneas Aéreas (El Palomar, Río Gallegos)
- Dinar Líneas Aéreas (Aeroparque, Vuelos Chárter)
- JetSMART Argentina (Buenos Aires-Aeroparque)
- LADE (Alto Río Senguer, El Bolson, El Maitén, Mar del Plata, Necochea, Paraná, Perito Moreno, Puerto Argentino, Puerto Deseado, Puerto Santa Cruz, Río Mayo, San Antonio Oeste, San Martín de los Andes, Viedma)
- Ladeco (Balmaceda, Santiago de Chile)
- LAPA (Aeroparque, Bahía Blanca, Córdoba, Río Gallegos)
- LATAM Argentina (Aeroparque)
- Sol Líneas Aéreas[19][20] (Bariloche, Esquel, Mendoza, Río Gallegos, Río Grande, Córdoba, Bahía Blanca, Buenos Aires, Mar del Plata, Neuquén, Río Grande, Rosario, Trelew)
- Southern Winds (Córdoba, Río Gallegos)
- Transportes Aéreos Neuquén (Neuquén)

## Accidentes e incidentes
- 1956: Un Douglas C-54A del Ejército Argentino, número de cola CTA-4, fue dañado sin posibilidad de reparación económica en el aeropuerto, en circunstancias no especificadas. No hubo víctimas fatales reportadas.[21]
- 8 de abril de 2004: Un Twin Otter de la Fuerza Aérea Argentina, matrícula T-84, aterrizó a la fuerza a 10 kilómetros del aeropuerto. A pesar de que la aeronave sufrió daños sustantiales, no hubo víctimas fatales reportadas entre los seis ocupantes.[22]

## Galería de Imágenes

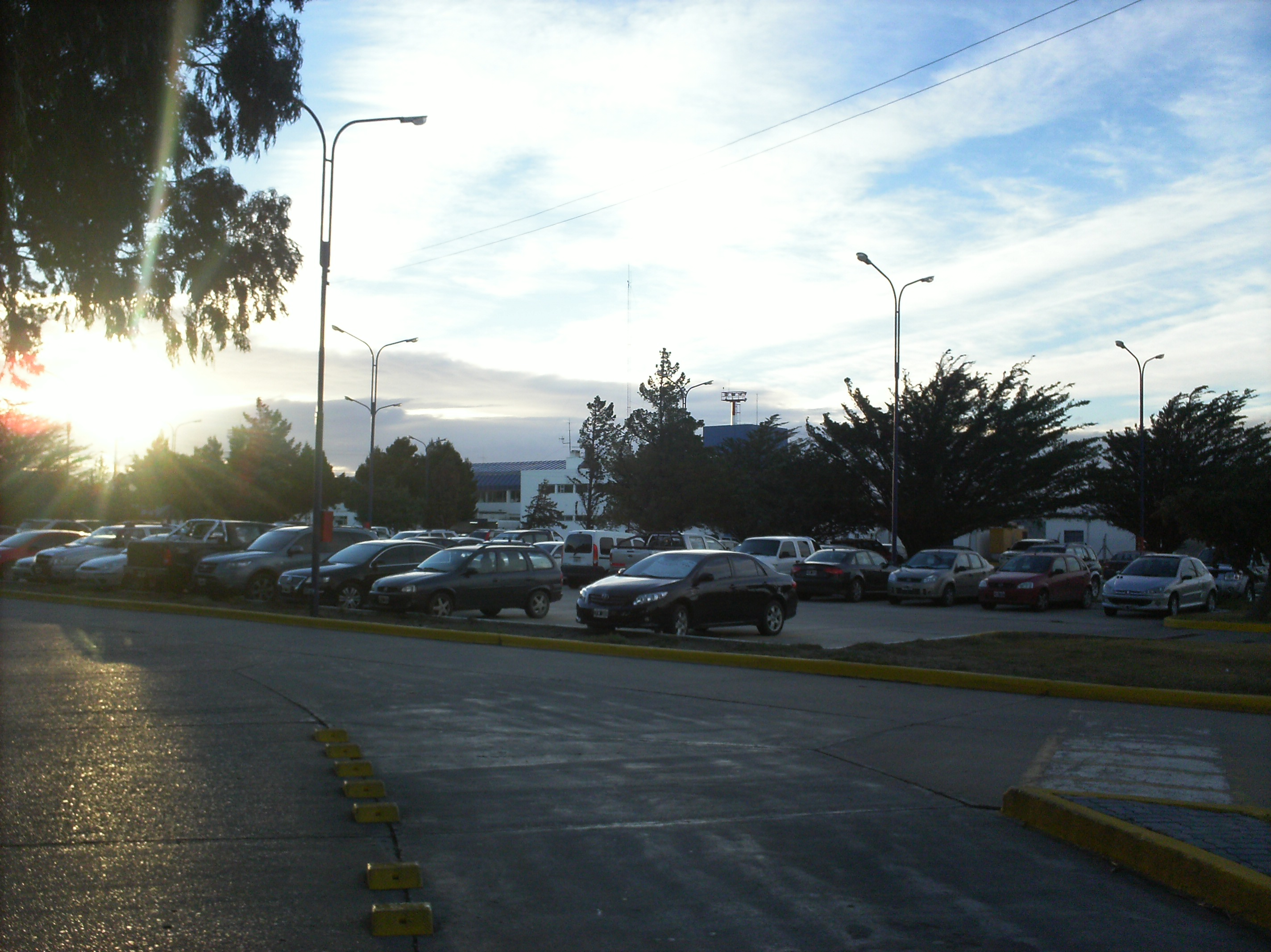
Vista desde estacionamiento
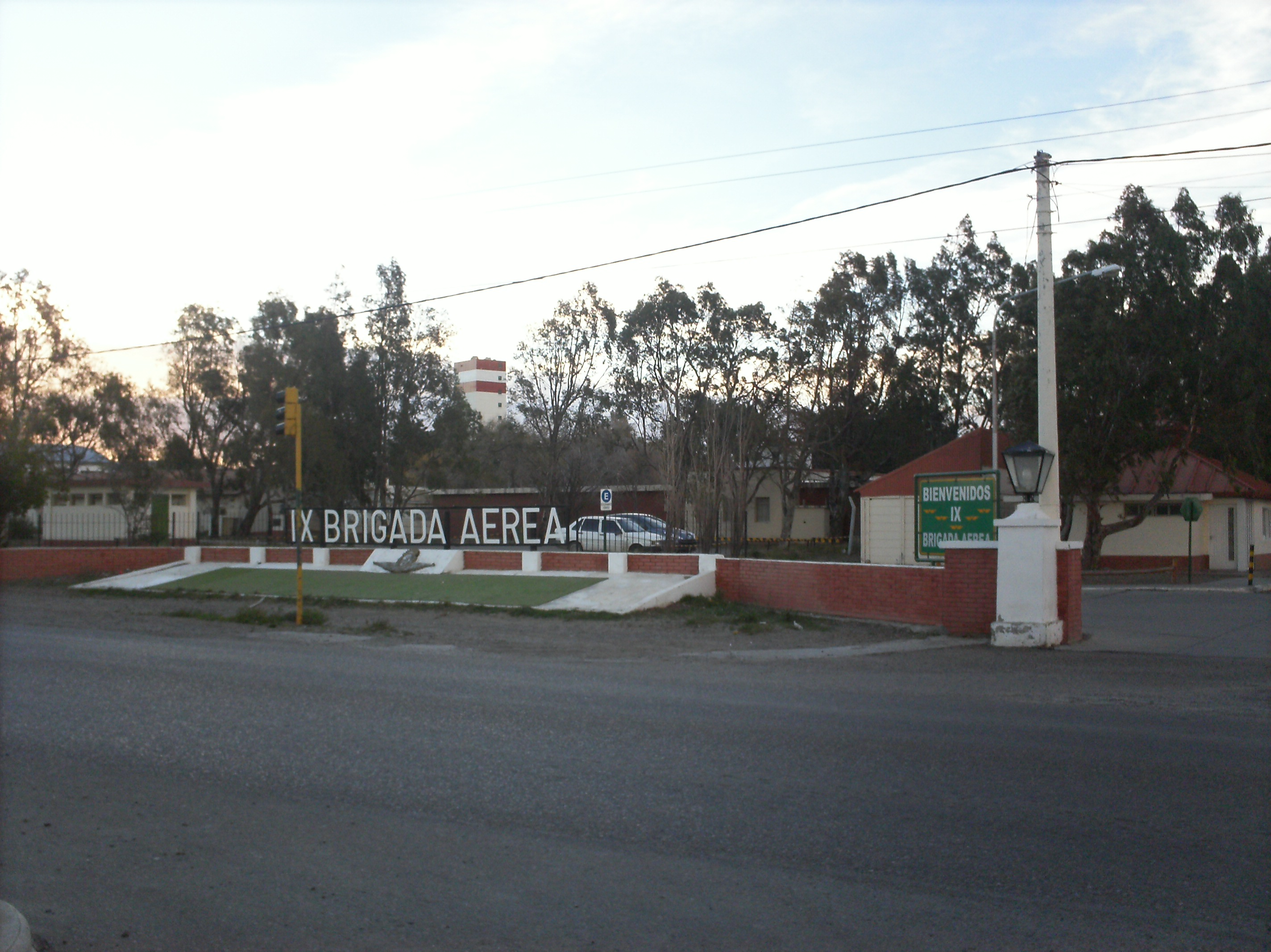
IX brigada de Comodoro
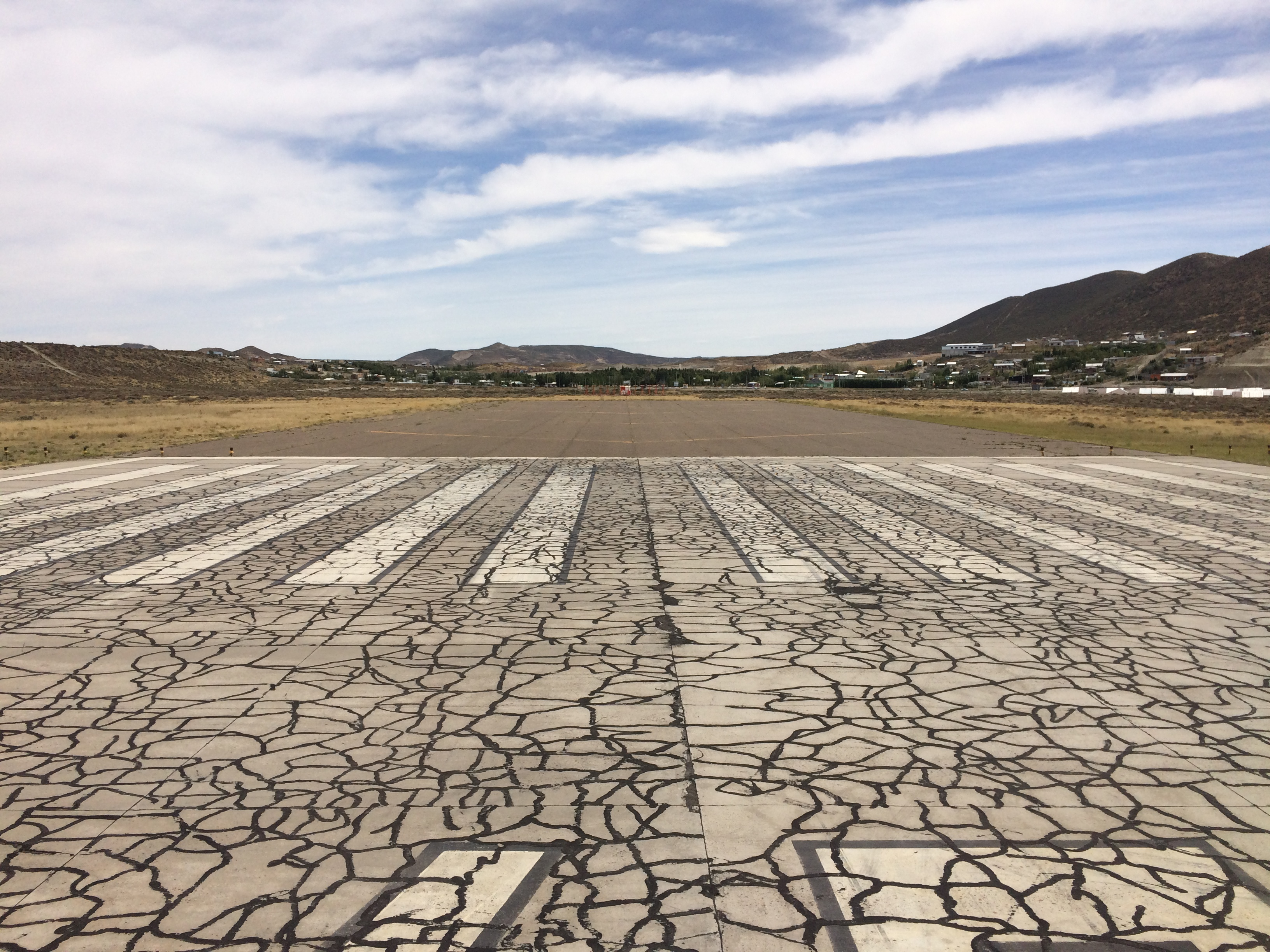
Vista desde cabecera de pista 07/25
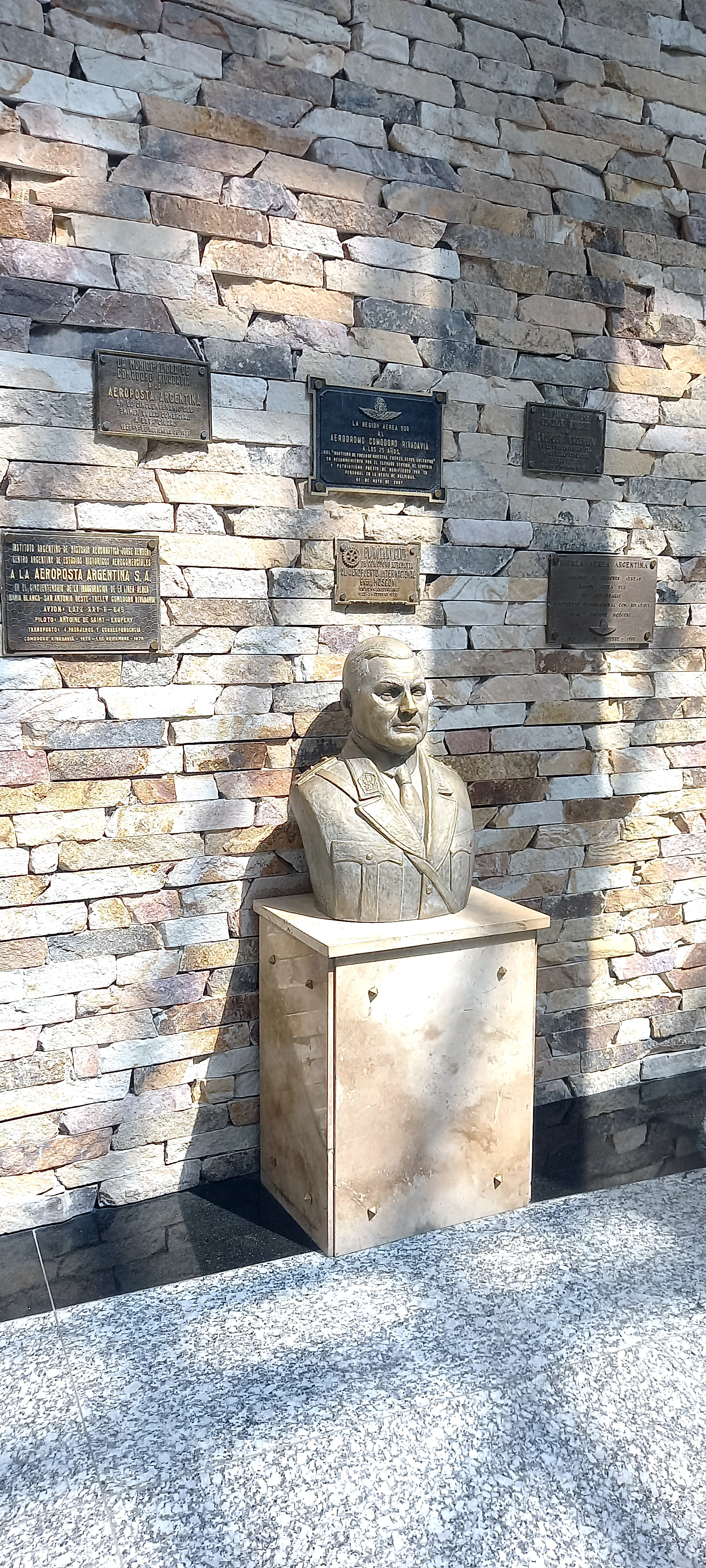
Nuevo homenaje a Mosconi dentro del aeropuerto